# Pavillon de chasse Radziwiłł à Antonin
Le pavillon de chasse Radziwiłł est un pavillon de chasse situé dans le centre de la Pologne, à Antonin (Ostrów Wielkopolski).

## Histoire
Antoni Henryk Radziwiłł, gouverneur général du grand duché, au nom du roi de Prusse, passait une grande partie de l'année dans les bois de Przygodzice.
Il conçoit la construction d'un bâtiment en bois de mélèze, en appelle à l'architecte Schinkel de Berlin. La réalisation est engagée en 1821 et se termine en 1824.
La base du bâtiment est octogonale, d'où partent quatre pavillons de trois étages.
La pièce centrale accueille la riche colonne, qui sert de cheminée, soutient la toiture en son centre, et met en valeur les trophées de chasse.
Les pavillons attenants servent de salles à coucher, bibliothèque, musée, ...
Tout autour du palais s'étend un parc de douze hectares, avec deux étangs, de nombreux arbres classés, dont une majorité de chênes.
Dans le parc se trouve la chapelle funéraire des Radziwil, le petit cimetière d'une partie de la famille, et un monument à Chopin.
Le palais appartient aujourd'hui au Centre d'Art et de Culture de Kalisz.

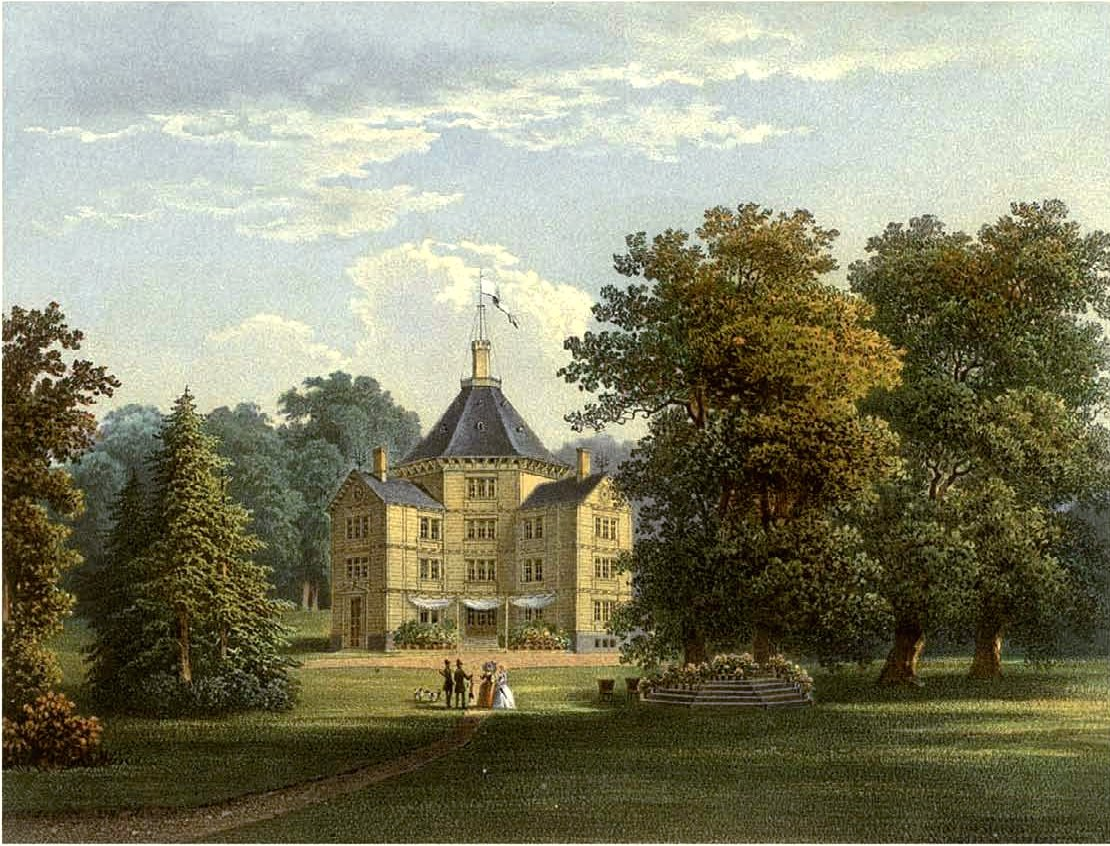
Vers 1860.
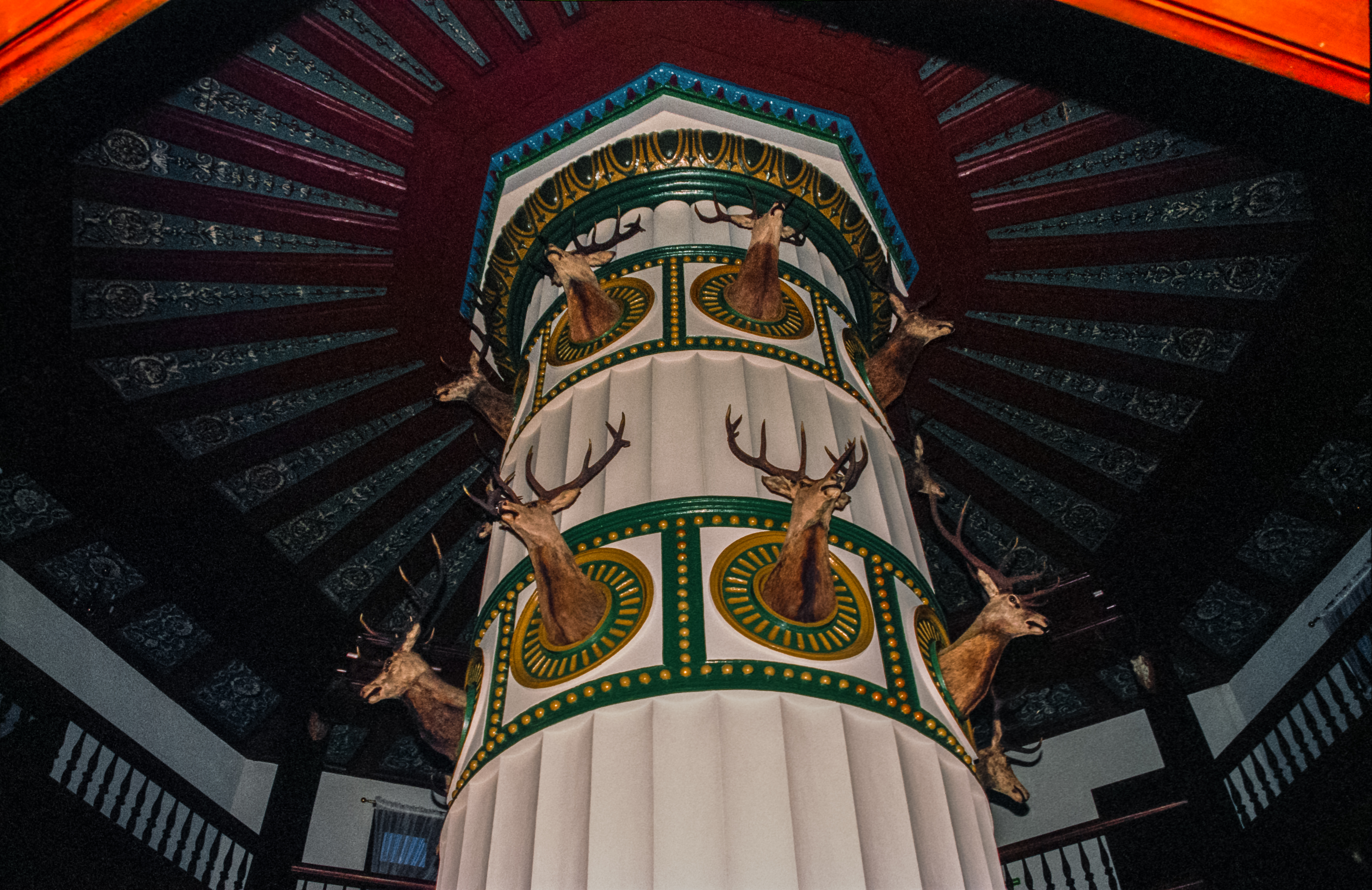
Colonne centrale, ornée de trophées.
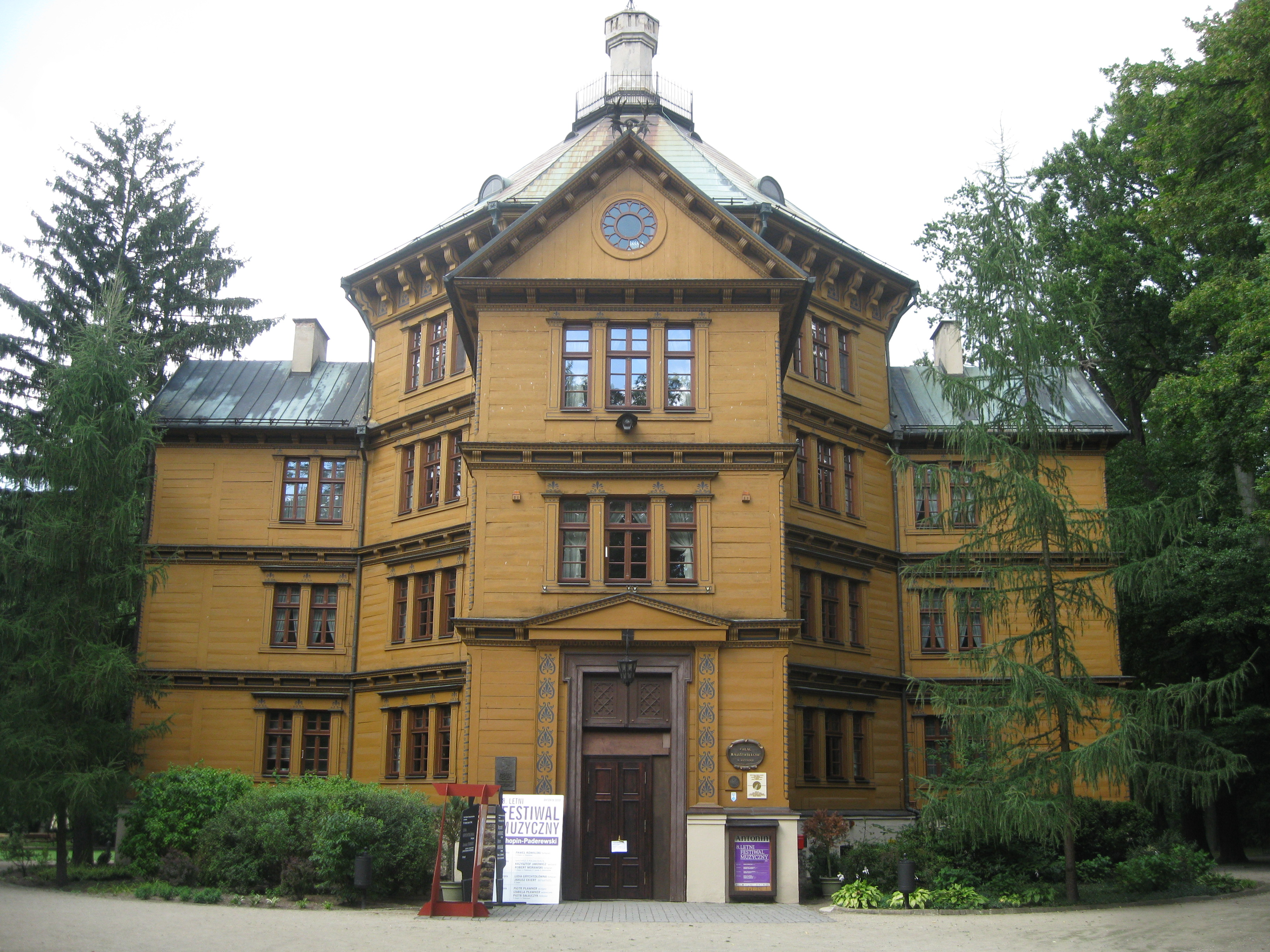
Vue frontale.
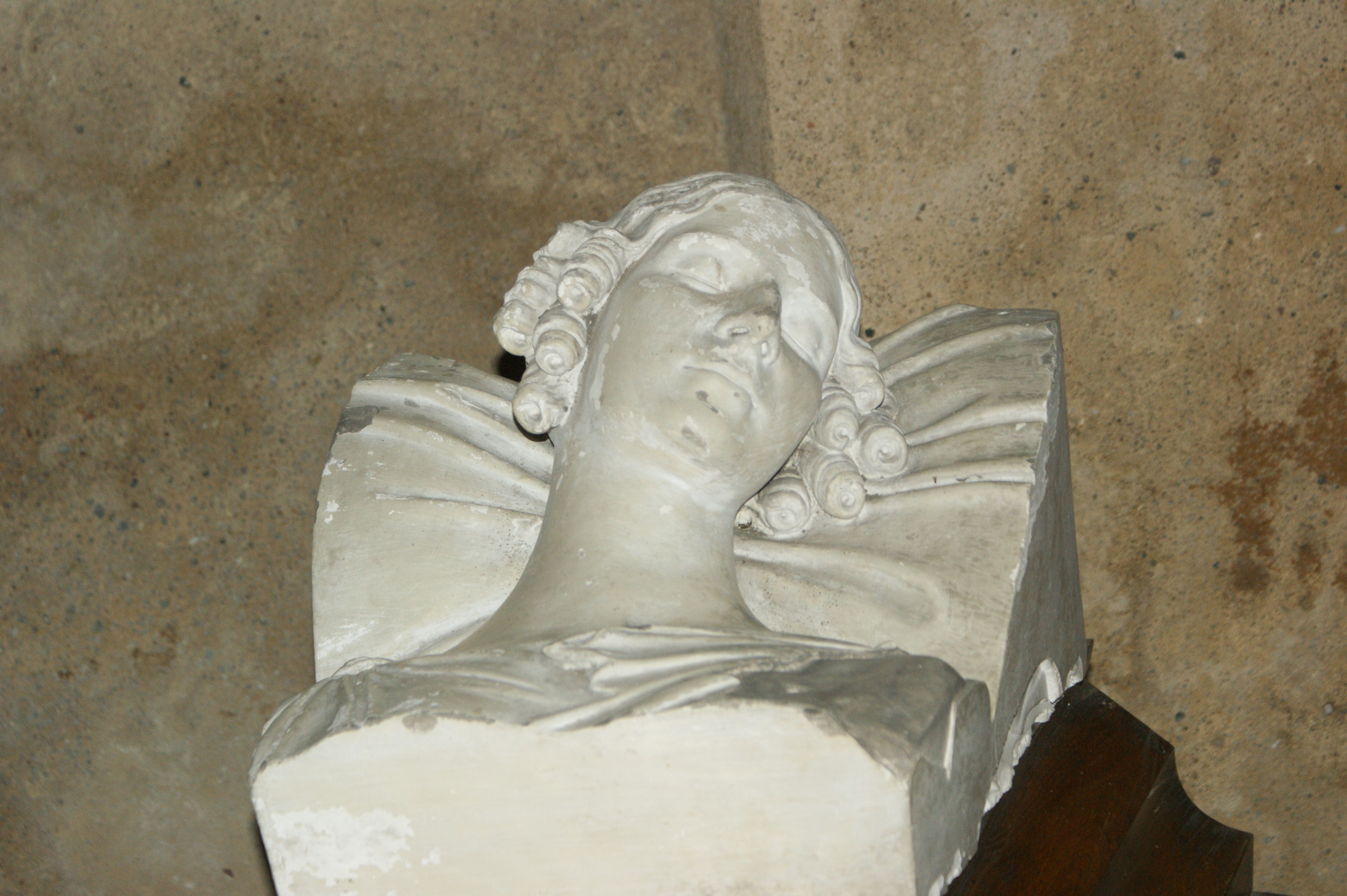
buste de Élisa Radziwiłł.

## Les visites de Frédéric Chopin
En 1827 et 1829, en visite chez le Prince, Frédéric Chopin a donné quelques cours à la fille de son hôte.
Sont conservés dans une pièce du palais un masque mortuaire ainsi qu'un moulage d'une main de l'artiste.

## Le festival Chopin
- Tous les ans se déroule le festival Chopin aux couleurs d’Automne, dans le pavillon d'Antonin.